# Karbonatit

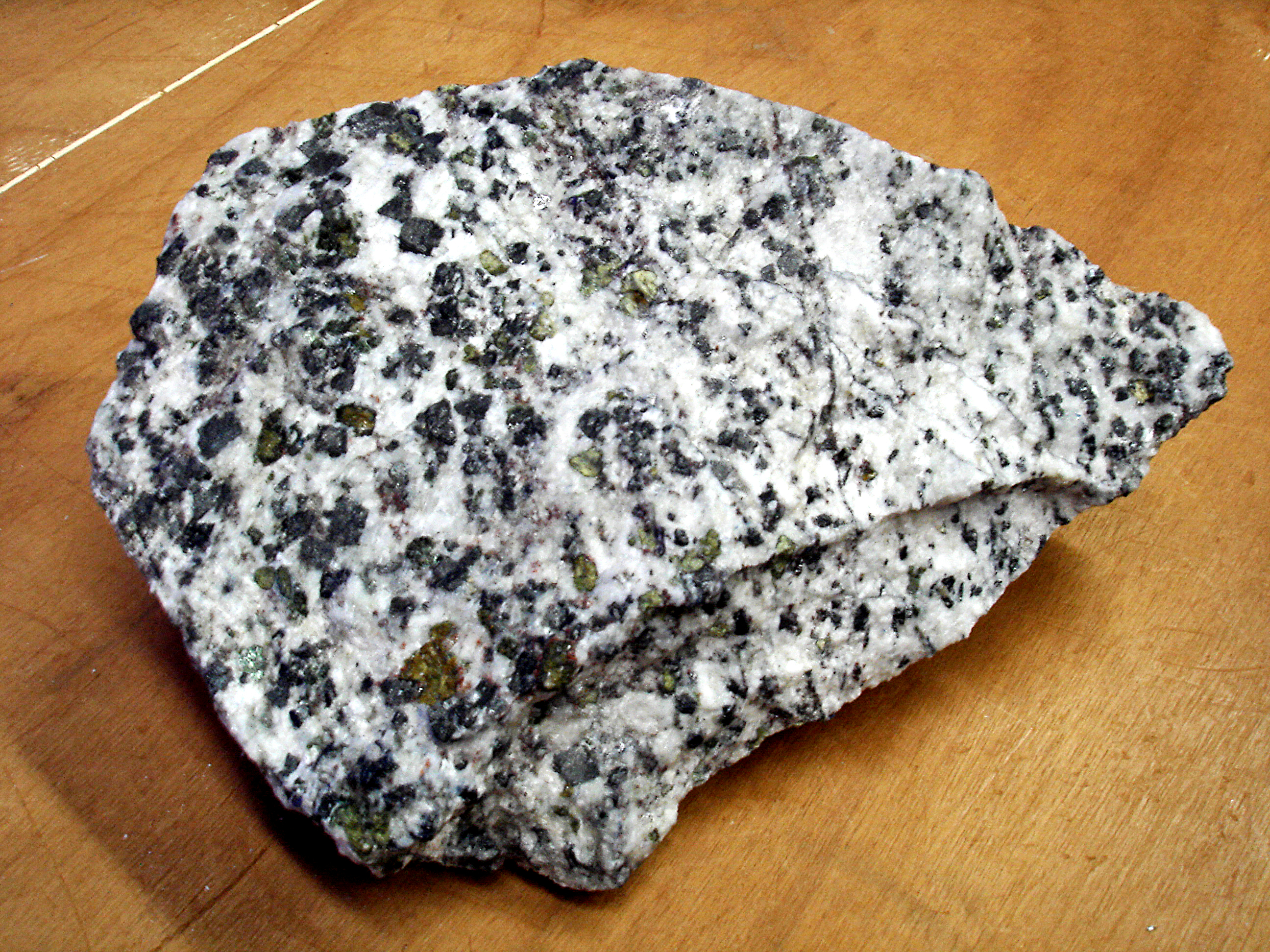
Karbonatit från Jacupiranga Estado de São Paulo, Brasilien.

Karbonatit är en ovanlig magmatisk bergart som består till över 50 procent av karbonater, där kalkspat, dolomit och siderit förekommer som vanligast. Mineral som ofta förekommer i bergarten är flogopit, apatit och magnetit. Karbonatit kan även innehålla sällsynta jordartsmineral som till exempel pyroklor. Kornstorleken varierar. Färgen kan vara gråvit till gul eller brun. 